# 西高島平駅
西高島平駅（にしたかしまだいらえき）は、東京都板橋区高島平六丁目にある、東京都交通局（都営地下鉄）三田線の駅である。駅番号はI 27。三田線の終着駅。

## 概要
現駅名は高島平駅より西にあるために付けられた。東武免許時代での計画中の仮名称は三園町駅（みそのちょうえき）、都営地下鉄免許移管後は笹目橋駅（ささめばしえき）。両者とも、高島平X丁目という駅名も検討されていた。都営地下鉄並びに東京の地下鉄で最北端に位置する駅である。また、板橋区の最北端の駅でもある。
元々、三田線（当時は都営6号線）は高島平駅（当時は志村駅）から東武東上線の和光市駅（計画時は大和町駅〈やまとまちえき〉）に連絡し相互乗り入れをする予定だったため、当駅は東武鉄道が建設する予定であった。しかし、東武百貨店が池袋の地盤沈下に繋がるとして都営6号線への乗り入れに反対したことに加え、東武も地理上の位置関係から1972年に営団8号線（現・東京メトロ有楽町線および副都心線）の延伸・相互乗り入れを優先する経営判断を行い、都市交通審議会答申第15号にてその計画が取り消されたことを受け、運輸省（現・国土交通省）の調停により高島平 - 当駅間の免許は1973年4月28日に東武鉄道から東京都交通局に譲渡されたため、東京都によって建設された。
都市交通審議会答申第15号では当駅から埼玉県戸田市・浦和市・大宮市方面に延伸する構想が提示されたが、1985年に撤回され、その後も諸事情により実現に至っていない。詳しくは都営地下鉄三田線#建設経緯を参照のこと。

## 歴史
- 1976年（昭和51年）5月6日：都営地下鉄6号線の駅として延伸開業。都営地下鉄初めての自動改札機が試験設置される。
- 1978年（昭和53年）7月1日：6号線を三田線に改称[2]。
- 2007年（平成19年）
  - 3月18日：ICカード「PASMO」の利用が可能となる[3]。
  - 4月8日：エレベーターが完成。

## 駅構造
相対式ホーム2面2線の高架駅。ホームゲートが設置されている。ホームから改札階へは階段とエスカレーター、エレベーターが設置されている。これらの駅構造は全体的に隣の新高島平駅とよく似ている。
当駅は末端の終着駅であり、電車はすべて三田方面に折り返している。高架は駅西側の国道17号新大宮バイパス手前で途切れており、過走余裕がやや短いため、油圧式の車止めを設置している。なお、過走余裕の更なる確保や大宮方面への延伸も考慮し、高架を新大宮バイパスの先まで延長することも検討されたが、国道の上空占用許可を要することや、延伸計画が困難となったこともあり断念している。
三田線はワンマン運転を行っており、発車する際にサイン音が鳴るが、当駅では発車ベル（出発指示合図）の後に鳴る。

### のりば
| 番線 | 路線       | 行先              |
| ---- | ---------- | ----------------- |
| 1・2 | 都営三田線 | 目黒・ 東急線方面 |

（出典：都営地下鉄:駅構内図）

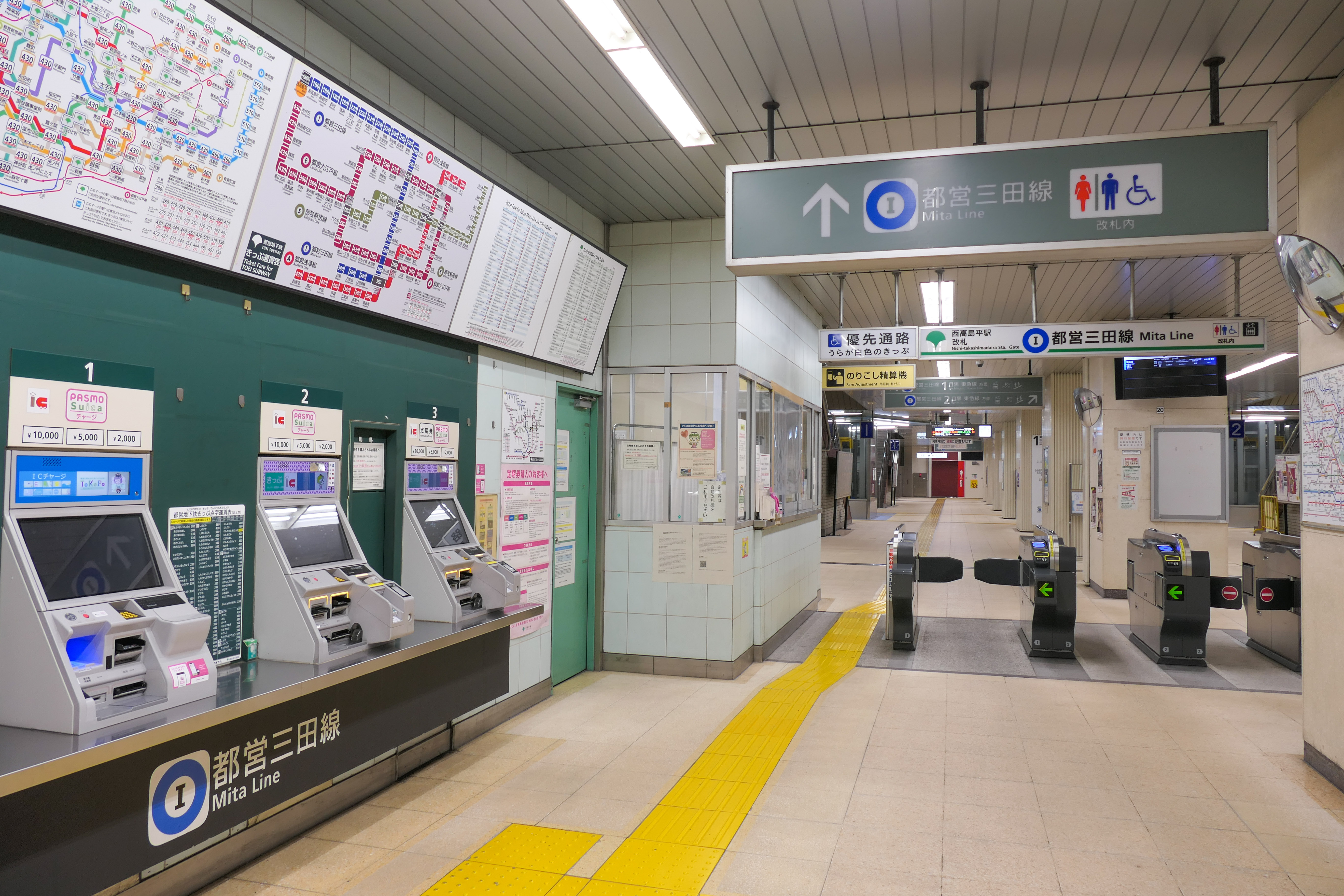
切符券売機と改札口（2021年5月）
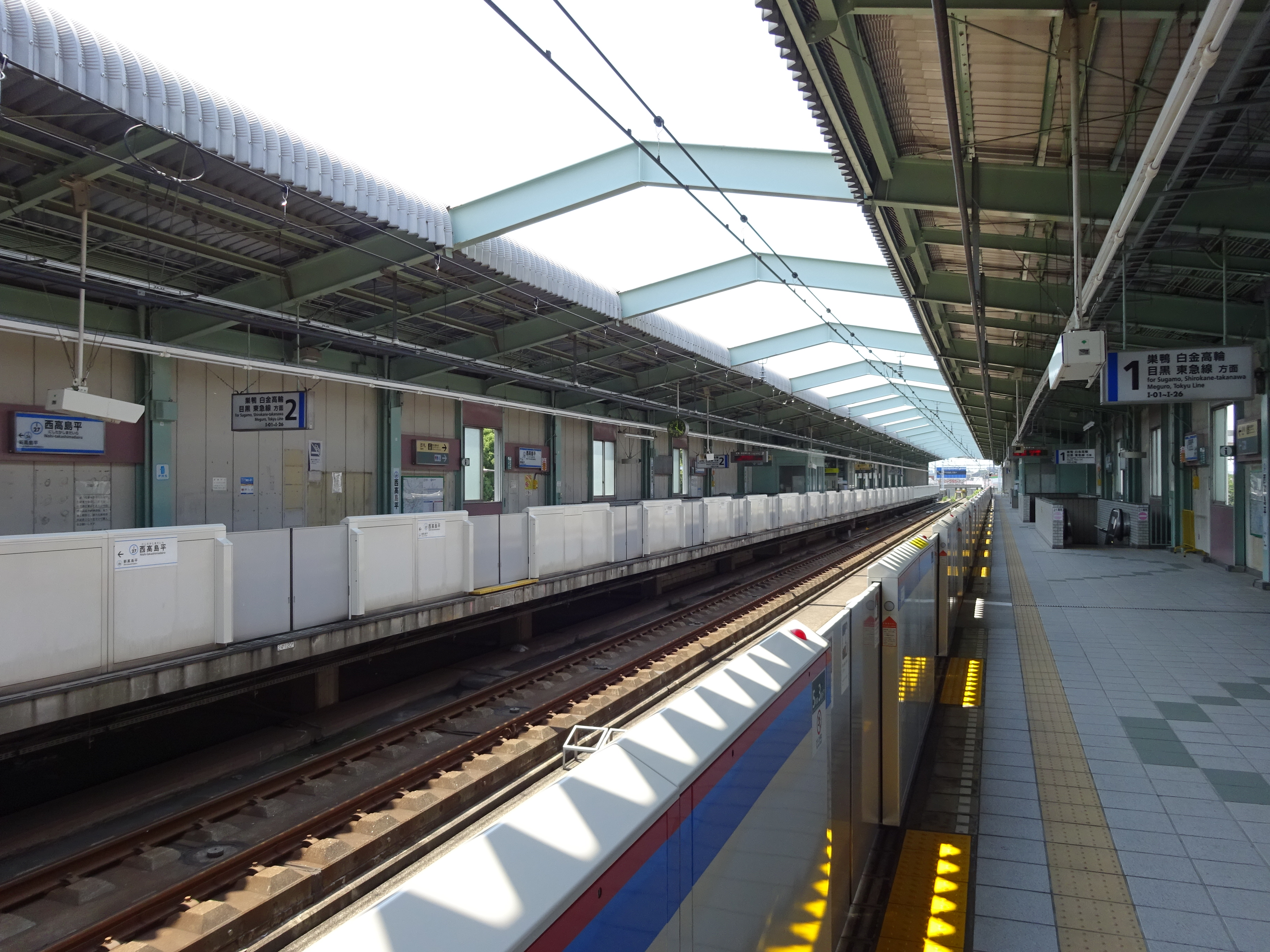
ホーム（2016年6月）
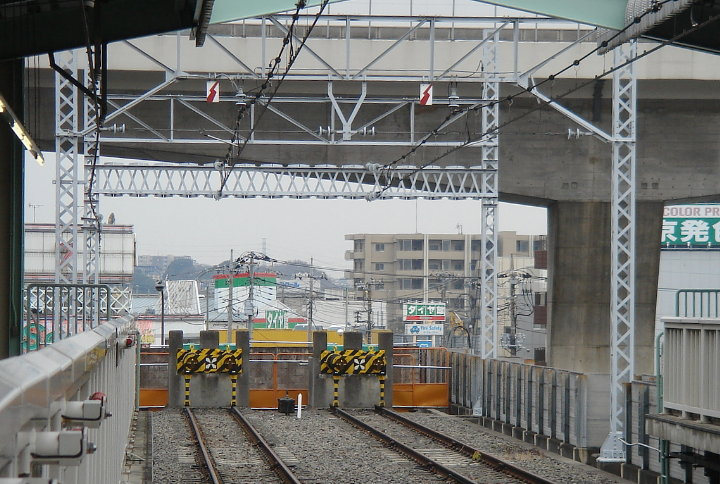
線路終端付近（2007年2月）

## 利用状況
2023年（令和5年）度の1日平均乗降人員は12,229人（乗車人員：6,226人、降車人員：6,003人）である。
ここ20年は、1日平均乗降人員が概ね12,000人前後で横ばい傾向にある。埼玉県和光市との境界近くに位置し、笹目橋を渡った先に戸田市があるため、和光市や戸田市からの利用者もいる。
近年の1日平均乗降・乗車人員の推移は下表の通り。

### 平成
| 年度               | 1日平均 乗降人員 | 1日平均 乗車人員 | 出典     |
| ------------------ | ---------------- | ---------------- | -------- |
| 1990年（平成02年） |                  | 6,318            | [ * 1 ]  |
| 1991年（平成03年） |                  | 6,702            | [ * 2 ]  |
| 1992年（平成04年） |                  | 6,866            | [ * 3 ]  |
| 1993年（平成05年） |                  | 6,800            | [ * 4 ]  |
| 1994年（平成06年） |                  | 6,797            | [ * 5 ]  |
| 1995年（平成07年） |                  | 6,634            | [ * 6 ]  |
| 1996年（平成08年） |                  | 6,545            | [ * 7 ]  |
| 1997年（平成09年） |                  | 6,512            | [ * 8 ]  |
| 1998年（平成10年） |                  | 6,556            | [ * 9 ]  |
| 1999年（平成11年） |                  | 6,358            | [ * 10 ] |
| 2000年（平成12年） |                  | 6,315            | [ * 11 ] |
| 2001年（平成13年） |                  | 6,323            | [ * 12 ] |
| 2002年（平成14年） |                  | 6,299            | [ * 13 ] |
| 2003年（平成15年） | 12,054           | 6,282            | [ * 14 ] |
| 2004年（平成16年） | 11,999           | 6,242            | [ * 15 ] |
| 2005年（平成17年） | 11,996           | 6,229            | [ * 16 ] |
| 2006年（平成18年） | 12,109           | 6,285            | [ * 17 ] |
| 2007年（平成19年） | 12,211           | 6,321            | [ * 18 ] |
| 2008年（平成20年） | 12,086           | 6,221            | [ * 19 ] |
| 2009年（平成21年） | 11,988           | 6,132            | [ * 20 ] |
| 2010年（平成22年） | 11,993           | 6,119            | [ * 21 ] |
| 2011年（平成23年） | 12,048           | 6,160            | [ * 22 ] |
| 2012年（平成24年） | 12,147           | 6,187            | [ * 23 ] |
| 2013年（平成25年） | 12,159           | 6,192            | [ * 24 ] |
| 2014年（平成26年） | 12,250           | 6,237            | [ * 25 ] |
| 2015年（平成27年） | 12,498           | 6,362            | [ * 26 ] |
| 2016年（平成28年） | 12,732           | 6,480            | [ * 27 ] |
| 2017年（平成29年） | 12,914           | 6,577            | [ * 28 ] |
| 2018年（平成30年） | 13,397           | 6,829            | [ * 29 ] |

### 令和
| 年度               | 1日平均 乗降人員 | 1日平均 乗車人員 | 出典     | 出典       |
| 年度               | 1日平均 乗降人員 | 1日平均 乗車人員 | 東京都   | 交通局     |
| ------------------ | ---------------- | ---------------- | -------- | ---------- |
| 2019年（令和元年） | 13,606           | 6,932            | [ * 30 ] | [ 都交 2 ] |
| 2020年（令和02年） | 10,988           | 5,604            |          | [ 都交 3 ] |
| 2021年（令和03年） | 10,968           | 5,599            |          | [ 都交 4 ] |
| 2022年（令和04年） | 11,687           | 5,965            |          | [ 都交 5 ] |
| 2023年（令和05年） | 12,229           | 6,226            |          | [ 都交 1 ] |

## 駅周辺
- 高島陸橋 - 駅前（駅を出てすぐ右手）にある。
  - 新大宮バイパス（国道17号）
  - 笹目通り（東京都道・埼玉県道68号練馬川口線）
  - 高島通り
- 首都高速5号池袋線
  - 高島平出入口
- 笹目橋 - 荒川・新河岸川
- 板橋トラックターミナル・東京都中央卸売市場板橋市場 - 駅北側
- 東京都水道局三園浄水場 - 駅北西側
- レインボーモータースクール（自動車教習所） - 駅西側
- 成増厚生病院
- 乗蓮寺（東京大仏）
- 板橋区立美術館
- 赤塚城址公園
- 赤塚植物園[10]

## バス路線
国際興業バス（練馬営業所）が運行している。以下の2つの停留所が当駅より利用できる。
- 西高島平駅 - 駅前の高島通り沿いに設置されている。
  - 高01 - 高島平操車場行/成増駅北口行
- 笹目橋 - 駅の西方、笹目通り沿いに設置されている。
  - 増14 - 成増駅北口行/下笹目行　朝夕のみ運行

## 隣の駅
東京都交通局（都営地下鉄）
 都営三田線
新高島平駅 (I 26) - 西高島平駅 (I 27)